# Aurelio Scagnellato
Aurelio Scagnellato, detto Lello (Fortezza, 26 ottobre 1930 – Padova, 10 luglio 2008), è stato un calciatore e dirigente sportivo italiano.

## Biografia

Giampiero Boniperti (a sinistra) e Scagnellato si stringono la mano prima del fischio d'inizio di Padova-Juventus del 23 febbraio 1958.

Nasce a Fortezza in provincia di Bolzano, dove il padre, un ferroviere, era stato trasferito per un certo periodo per ragioni di lavoro. Prima di dedicarsi al calcio, ha svolto i lavori di carpentiere, tornitore, vetraio e ha lavorato per un'azienda di macchine agricole. Inoltre, prima di cimentarsi nel calcio, ha giocato a pallavolo, per la società U.S. Arcella di Padova.
È morto il 10 luglio 2008 nella sua abitazione nel quartiere Arcella dopo una lunga malattia.
Con 364 presenze complessive in maglia biancoscudata è il giocatore con il maggior numero di partite giocate della storia del Padova.
Era soprannominato, in quanto era molto religioso, Padre Flanagan.

## Carriera

### Giocatore
Inizia la propria carriera approdando nel 1947 dalla Libertas di Padova al Plateola squadra di Piazzola sul Brenta in Provincia di Padova disputando due stagioni in I Divisione. Nella stagione 1949-1950 passa alla Luparense in Serie C.
Nel 1951, assieme a Ciano Mazzuccato e Vittorio Scantamburlo (futuro scopritore di Alessandro Del Piero), giunge al Padova con cui disputerà 349 partite, nessun gol all'attivo. Con Blason, Azzini e Moro fece parte della celebre difesa del Padova soprannominata I Panzer di Rocco, che contribuì in maniera decisiva al risultato più prestigioso della storia della società veneta, conquistando il terzo posto nel campionato di Serie A 1957-1958.
Ha esordito con la maglia del Padova il 18 novembre 1951 nella partita contro la Fiorentina persa (3-1). Ha giocato l'ultima partita in maglia biancoscudata il 13 settembre 1963 in Potenza-Padova (1-1).
In Serie A ha rimediato solo 3 espulsioni: Padova–Napoli 1-1 (28 ottobre 1956), Alessandria–Padova 0-0 (20 aprile 1958) e Padova–Torino 0-3 (4 marzo 1962).
Con 219 presenze è il giocatore del Padova con il maggior numero di presenze in Serie A.
Si è ritirato dal calcio giocato nel 1964. Nel suo palmarès figura la Coppa Italo-Francese vinta dai veneti nel 1961.

### Dirigente
Inizia la carriera di dirigente nel 1964 come responsabile del settore giovanile del Padova con Elvio Matè. Nel periodo della loro gestione maturano nel vivaio buoni calciatori come Alberto Bigon e Angelo Quintavalle, che vincono con il Padova il Campionato Primavera 1965-1966 di serie B.
Dal 1966 al 1972 è stato il direttore sportivo (sotto la gestione di Giovanni Lovato), accompagnatore e segretario (al posto di Armando Gobbo), del Padova. Nel 1972 il presidente Marino Boldrin lo licenzia, dopo 22 anni in biancoscudato.
Subito dopo entra nella dirigenza del Petrarca Calcio e rimarrà in questo club per alcuni anni. Nel 1979 fa la sua unica esperienza da allenatore, gli viene affidata la panchina del Teolo – squadra della Promozione veneta – e viene sollevato dall'incarico dopo poche settimane. Nel 1986 il presidente Marino Puggina lo riporta al Padova, prima con la carica di segretario del settore giovanile, poi come dirigente accompagnatore. Esce definitivamente dal Calcio Padova nel 2006.

## Omaggi postumi
Il 12 ottobre 2008 il Padova dedica in suo nome la sala stampa dello Stadio Euganeo.

## Statistiche

### Presenze e reti nei club
| Stagione        | Squadra         | Campionato      | Campionato | Campionato | Coppe nazionali | Coppe nazionali | Coppe nazionali | Totale | Totale |
| Stagione        | Squadra         | Comp            | Pres       | Reti       | Comp            | Pres            | Reti            | Pres   | Reti   |
| --------------- | --------------- | --------------- | ---------- | ---------- | --------------- | --------------- | --------------- | ------ | ------ |
| 1951-1952       | Padova          | A               | 7          | 0          | -               | -               | -               | 7      | 0      |
| 1952-1953       | Padova          | B               | 33         | 0          | -               | -               | -               | 33     | 0      |
| 1953-1954       | Padova          | B               | 32         | 0          | -               | -               | -               | 32     | 0      |
| 1954-1955       | Padova          | B               | 32         | 0          | -               | -               | -               | 32     | 0      |
| 1955-1956       | Padova          | A               | 32         | 0          | -               | -               | -               | 32     | 0      |
| 1956-1957       | Padova          | A               | 30         | 0          | -               | -               | -               | 30     | 0      |
| 1957-1958       | Padova          | A               | 32         | 0          | CI              | 7               | 0               | 39     | 0      |
| 1958-1959       | Padova          | A               | 34         | 0          | CI              | 1               | 0               | 35     | 0      |
| 1959-1960       | Padova          | A               | 30         | 0          | CI              | 3               | 0               | 33     | 0      |
| 1960-1961       | Padova          | A               | 26         | 0          | CI              | 3               | 0               | 29     | 0      |
| 1961-1962       | Padova          | A               | 28         | 0          | CI              | 0               | 0               | 28     | 0      |
| 1962-1963       | Padova          | B               | 32         | 0          | CI              | 1               | 0               | 33     | 0      |
| 1963-1964       | Padova          | B               | 1          | 0          | CI              | 1               | 0               | 2      | 0      |
| Totale carriera | Totale carriera | Totale carriera | 349        | 0          |                 | 15              | 0               | 364    | 0      |

## Palmarès
- Coppa Italo-Francese: 1

Padova: 1961